# مونت کلیر (ویرجینیا)
مونت کلیر (به انگلیسی: Montclair) یک منطقهٔ مسکونی در ایالات متحده آمریکا است که در شهرستان پرنس ویلیام، ویرجینیا واقع شده‌است. مونت کلیر ۱۶٫۰ کیلومتر مربع مساحت و ۱۹٬۵۷۰ نفر جمعیت دارد و ۳۸ متر بالاتر از سطح دریا واقع شده‌است.